# 471

471(사백칠십일)은 470보다 크고 472보다 작은 자연수다.

## 수학
- 합성수로, 그 약수는 1, 3, 157, 471이다. 진약수의 합은 161이므로, 471은 부족수다.
  - 145번째 반소수다. 앞의 반소수는 469, 다음 반소수는 473이다.
- {\displaystyle 471=151+157+163}
  - 연속하는 세 소수(素數)의 합으로 나타낼 수 있으며, 이 성질을 지닌 앞의 수는 457, 다음 수는 487이다.
- {\displaystyle 28^{4}-1}은 471로 나누어떨어진다.

## 과학
- NGC 471(영어판): 물고기자리 방향에 있는 렌즈형은하.

## 교통
- 고속도로 및 국도
  - 유럽 고속도로 471호선: 우크라이나 무카체베에서 르비우까지 이어지는 유럽 고속도로.
  - 일본 471번 국도(일본어판): 이시카와현 하쿠이시에서 기후현 다카야마시까지 이어지는 일본의 국도.
- 기타 도로
  - 현도 제471호선

## 군사
- U-471(영어판, 독일어판): 제2차 세계 대전에 사용된 나치 독일의 군용 잠수함.

## 문화유산
- 대한민국의 보물 제471호: 양산 통도사 봉발탑
- 대한민국의 사적 제471호: 완주 위봉산성

## 기타
- 연도: 471년, 기원전 471년